# エア・ストライク (2018年の映画)
『エア・ストライク』（原題：大轟炸、英題：Air Strike）は、2018年の中華人民共和国の戦争映画。日中戦争の重慶爆撃が描かれている。主演はリウ・イエ。プロダクションデザイナーとしてメル・ギブソンが製作に携わっており、またブルース・ウィリスが連合軍の上官役で出演している。
出演しているファン・ビンビンが巨額脱税疑惑を暴露されたことが影響し、中国での上映は中止となった。アメリカでのホームビデオの発売は予定通り行われ、121分の上映時間を96分に編集し全編を英語で吹き替えたバージョンが、発売されたBlu-ray Discに収録、ストリーミングサービスでの配信もなされた。日本ではこのバージョンが上映され、その後発売された日本盤DVDにも収録された。

## キャスト
※括弧内は日本語吹替
- シュエ・ガンタウ - リウ・イエ（岡本未来）
- ジャック・ジョンソン - ブルース・ウィリス（内田直哉）
- ソン・スンホン（虎島貴明）
- ウィリアム・チャン（石田優人）
- ホアン・シェンイー
- ファン・ウェイ
- ウー・ガン
- マー・スー
- チェ・ヨンリ
- フェン・ヤンチェン
- チャン・チュンニン
- ニコラス・ツェー（石田康弘）
- ファン・ビンビン（はらあい）
- エイドリアン・ブロディ（堤喬嗣）
- フービン
- サイモン・ヤム
- ルーマー・ウィリス
- 佐藤 - 渋谷天馬

## 製作・公開
本作は第二次世界大戦で連合軍が勝利して70周年を迎える記念として製作され、メル・ギブソンがアートディレクターを務めた。主な撮影は2015年5月に中国の上海で行われ、同年11月に撮影が完了した。当初中国では2018年8月17日に公開される予定だったが、グローバルリリースを行うため2018年10月26日に公開が延期された。
2018年5月、崔永元（ツェイ ヨンユェン）が多くのスターが裏契約を結んで脱税していると暴露し、特別出演のファン・ビンビンにも波及した。この脱税疑惑で彼女は6月から「失踪」。8月7日に投下されたアドでは、ポスターやリリースノートのビリングから彼女の名前が消えた。映画サイドの説明では、主要キャストに絞って客演者を割愛したとのこと。また『成都商報』誌が取材したスタッフの言では「グローバルリリースを守るため」とのことだった。ファン・ビンビンのシーンは、重慶で行われた先行試写会では残されていたものの、今後カットされるとも限らない状況だった。10月、中国の税務当局は彼女の脱税事件に関し、本作の撮影時にも脱税行為があったと発表した。
2018年10月、中国での上映が中止になったと発表された。出演しているファン・ビンビンが巨額脱税疑惑を暴露されたことが影響している。ファン・ビンビンの巨額脱税疑惑では本映画のギャランティーが注目の的となった。脇役であるにもかかわらず、ファン・ビンビンは3000万元のギャラを受け取り、うち1000万元分の税金は納められたが、残りの2000万元は裏契約により脱税となった。
アメリカでのホームビデオの発売は予定通り行われた。121分の上映時間を96分に編集し全編を英語で吹き替えたバージョン（ただし日本兵の台詞は日本語）が発売されたBlu-ray Discに収録され、ストリーミングサービスでの配信もなされた。日本ではこのバージョンが2019年3月2日からシネマート新宿とシネマート心斎橋で1週間限定でレイトショー上映され、その後発売された日本盤DVDにも収録された。